# SadSvit
博赫丹·羅兹瓦多夫斯基（羅馬化：Bohdan Rozvadovskyi；2004年5月1日—），藝名SadSvit，烏克蘭後龐克和獨立流行音樂製作人、詞曲作者和歌手。出生於烏克蘭伊萬諾-法蘭基夫斯克，推出的唱片包括三張專輯 - “Cassette”、“20&21”、“Неонова мрія”，以及兩張迷你專輯“Суматоха”和“Холод”以及 “Sad Novelist”。

## 名字
藝名“SadSvit”是一個合成詞，是由英語“Sad”（意思是悲傷）和烏克蘭語“Світ”（羅馬化后為Svit，意思是世界）。所以藝名的意思是“悲傷世界”。

## 早年生活
博赫丹在2004年5月1日出生於伊萬諾-法蘭基夫斯克市。他曾就讀於Prykapattia國立大學法學院。他從小就喜歡音樂。在13歲時，他獲得了一台筆記本電腦並開始學習並逐步掌握創作音樂的程序，他沒有受過音樂教育，但會彈吉他。起初他是一名節拍製作人並製作定制節拍，但後來他意識到他要製作自己的音樂。

## 事業
在2019年，他與"Хтось із Заходу"合作，後錄製合唱歌曲《我的維度》(烏克蘭語：Мій Вимір)。在2020年4月4日，博赫丹正式以SadSvit的名字出道，在2020年4月4日，在SoundCloud上發布了第一首曲目《破碎的夢》（俄語：Разбитые мечты）。他的第一首烏克蘭語歌曲是在2020年發行的“不要忘記”（烏克蘭語：Не забувай）。
他的首張迷你專輯《Sumatoha》於 2020 年 12 月 4 日以俄語發行。
在2020年12月30日，發行與SadNovelist一起錄製的下一張迷你專輯《冷》（烏克蘭語：Холод）。
在2021年12月13日，發行首張錄音室專輯《卡帶》，單曲《青春》在TikTok上走紅。憑藉“Youth”，SadSvit在Spotify的烏克蘭流行榜頭50名中排名第7，在Spotify上的烏克蘭流行趨勢前100名中排名第95 。
在2021年12月16日，發行了第二張專輯《20&21》。
2022年4月18日，亞速團在他們的Telegram頻道上分享了一支關於保衛馬里烏波爾的士兵日常的影片，片中使用歌曲《卡帶》（烏克蘭語：Касета）作為背景音樂。歌曲也隨之走紅，很快的《卡帶》就登上了Spotify烏克蘭頭50流行榜和Shazam烏克蘭頭200排行榜的榜首。
2022年10月28日，發布與幸福結構的合作單曲《剪影》 。
2023年2月17日，發行 第三張錄音室專輯《霓虹夢》。